# Roomet Jakapi
Roomet Jakapi (ur. 18 kwietnia 1973 w Tartu, Estonia) – estoński historyk filozofii i muzyk.

## Życiorys
Studia uniwersyteckie w zakresie teologii odbył na Uniwersytecie w Tartu. Doktorat z filozofii uzyskał na tejże uczelni w roku 2002 na podstawie rozprawy, poświęconej filozofii George’a Berkeleya i przygotowanej pod kierunkiem Üla Matjusa oraz Madisa Kõiva. Praca została napisana w języku angielskim, co umożliwiło udział w jej omówieniu nie tylko estońskich, ale i zagranicznych fachowców. Oponentem dysertacji Roometa Jakapiego był wiceprezydent Międzynarodowego Towarzystwa Berkeleyowskiego Timo Airaksinen.
Od roku 2002 do roku 2007 Roomet Jakapi był zatrudniony na politechnice w Tallinnie, gdzie cieszył się opinią wspaniałego wykładowcy. Po uzyskaniu stopnia naukowego objął posadę pracownika na wydziale filozoficznym Uniwersytetu w Tartu. Pełni funkcje redaktora naczelnego czasopisma Studia Philosophica Estonica. Pod kierunkiem Jakapi’ego obroniono na Uniwersytecie Tartuskim kilka dysertacji. Uczniowie są zdania, że

Roomet Jakapi jest wielkim [great] kierownikiem naukowym, dobrym przyjacielem i stałym zdrojem natchnienia.

Zajmuje się filozofią społeczną oraz dziejami filozofii nowożytnej, skupiając się na badaniu nad filozofią G. Berkeleya. Wyniki swoich badań publikuje przeważnie w czasopismach anglojęzycznych. Uczestniczy w konferencjach naukowych, prowadzonych przez Międzynarodowe Towarzystwo Berkeleyowskie. W swojej pracy doktorskiej, następnie zaś w kilku artykułach zaproponował nowe podejście do berkeleyowskiej koncepcji języka i znaczenia, poddając krytyce poglądy słynnych berkeleyoznawców Bertila Belfrage’go i Davida Bermana. W roku 2002 przyznano Roometowi Jakapiemu nagrodę czasopisma „Akadeemia” za artykuł „Ayer, Berman, Berkeley ja emotiivne tähendus”. Od 6 października do 13 listopada 2014 roku na Uniwersytecie Mikołaja Kopernika w Toruniu prowadził po angielsku kurs „Koncepcje duszy i nieśmiertelności we wczesnej nowożytności” (ang. Early Modern Conceptions of the Soul and Immortality). Konwersatorium odbyło się w ramach Warsztatów Berkeleyowskich, otwartych przez prof. Bertila Belfrage, i stanowiło siedem spotkań, których celem było pogłębienie rozumienia teorii duszy rozwijanych przez wybranych filozofów wczesnej nowożytności (H. More’a, J. Locke’a, S. Collibera).
Językiem angielskim włada doskonale. Jak wszelki estończyk pokolenia radzieckiego, dobrze zna język rosyjski. Na wysokim poziomie posługuje się językiem niemieckim oraz posiada podstawową znajomość francuskiego, łacińy i języka greckiego klasycznego.
Swoją działalność naukowo-badawczą pomyślnie łączy ze zainteresowaniami muzycznymi. Jest solistą oraz jednym z założycieli zespołu „Kreatiivmootor”, który koncertuje nie tylko w Estonii, lecz w innych krajach.

## Wybrane publikacje
- Roomet Jakapi. Berkeley and the Separate State of the Soul. „Berkeley Studies”. 18, s. 24–28, 2007. (ang.).[16]
- Roomet Jakapi. “Christian Mysteries and Berkeley’s Alleged Non-Cognitivism,” in Reexamining Berkeley’s Philosophy, ed. Stephen H. Daniel, Toronto: University of Toronto Press 2007, s. 188–198.
- Roomet Jakapi. “Was Berkeley a Utilitarian?” in Human Nature as the Basis of Morality and Society in Early Modern Philosophy (Acta Philosophica Fennica 83), eds. Juhana Lemetti and Eva Piirimäe, Helsinki 2007, s. 53–68.
- Roomet Jakapi. William Whiston, The Universal Deluge, and a Terrible Specracle. „Folklore: Electronic Journal of Folklore”. 31, s. 7–14, 2006. FB and Media Group of Estonian Literary Museum. ISSN 1406-0949. (ang.).

Publikacje w Polsce
- Roomet Jakapi. Samuel Colliber on the Soul and Immortality. „Studia z Historii Filozofii”. 4 (5), s. 127–147, 2014. Tomasz Kupś. Toruń: Instytut Filozofii UMK. DOI: 10.12775/szhf.2014.045. ISSN 2083-1978. [dostęp 2015-03-23]. (ang.).